# Station Kliplev
Station Kliplev is een station in Kliplev in het zuiden van Denemarken. Het station werd geopend in 1901 tegelijk met de opening van de spoorlijn tussen Sønderborg en Tinglev. In 1974 werd het station gesloten voor personenvervoer. In 1979 werd Kliplev heropend als halte. Het oude stationsgebouw werd in 2004 gesloopt.